# Eudaphaenura griveaudi
Eudaphaenura griveaudi là một loài bướm đêm trong họ Noctuidae.